# Kościół św. Katarzyny w Wolbromiu
Kościół św. Katarzyny Aleksandryjskiej Dziewicy i Męczennicy w Wolbromiu – barokowy kościół zbudowany w latach 1638–1664 (przebudowany w latach 1672–1692 oraz 1936–1937) w rezultacie przebudowy z wcześniejszego, prawdopodobnie gotyckiego kościoła z XV lub XVI wieku, postawionego na miejscu drewnianej, XIV-wiecznej świątyni.

## Historia
Na ślad pierwszej, drewnianej świątyni można natrafić w rejestrach świętopietrza za rok 1346. Obecny budynek kościoła został wybudowany w XV lub XVI wieku. Barokowy kształt kościołowi nadali w latach 1638–1664 Kanonicy Regularni Laterańscy sprowadzeni do miasta z fundacji księdza Marcina Wolbrama w 1633 roku. Zakonnicy ponadto wybudowali siedem barokowych ołtarzy, z których do dziś zachowały się tylko trzy. W tym czasie powstał także budynek klasztoru, pełniący dziś funkcję plebanii. Kościół był wielokrotnie remontowany w XVIII i XIX wieku. W 1864 roku władze carskie dokonały kasaty klasztoru. Pod koniec XIX wieku kościół otrzymał cztery nowe ołtarze oraz ambonę, autorstwa Pawła Turbasa, olkuskiego rzeźbiarza.

## Galeria

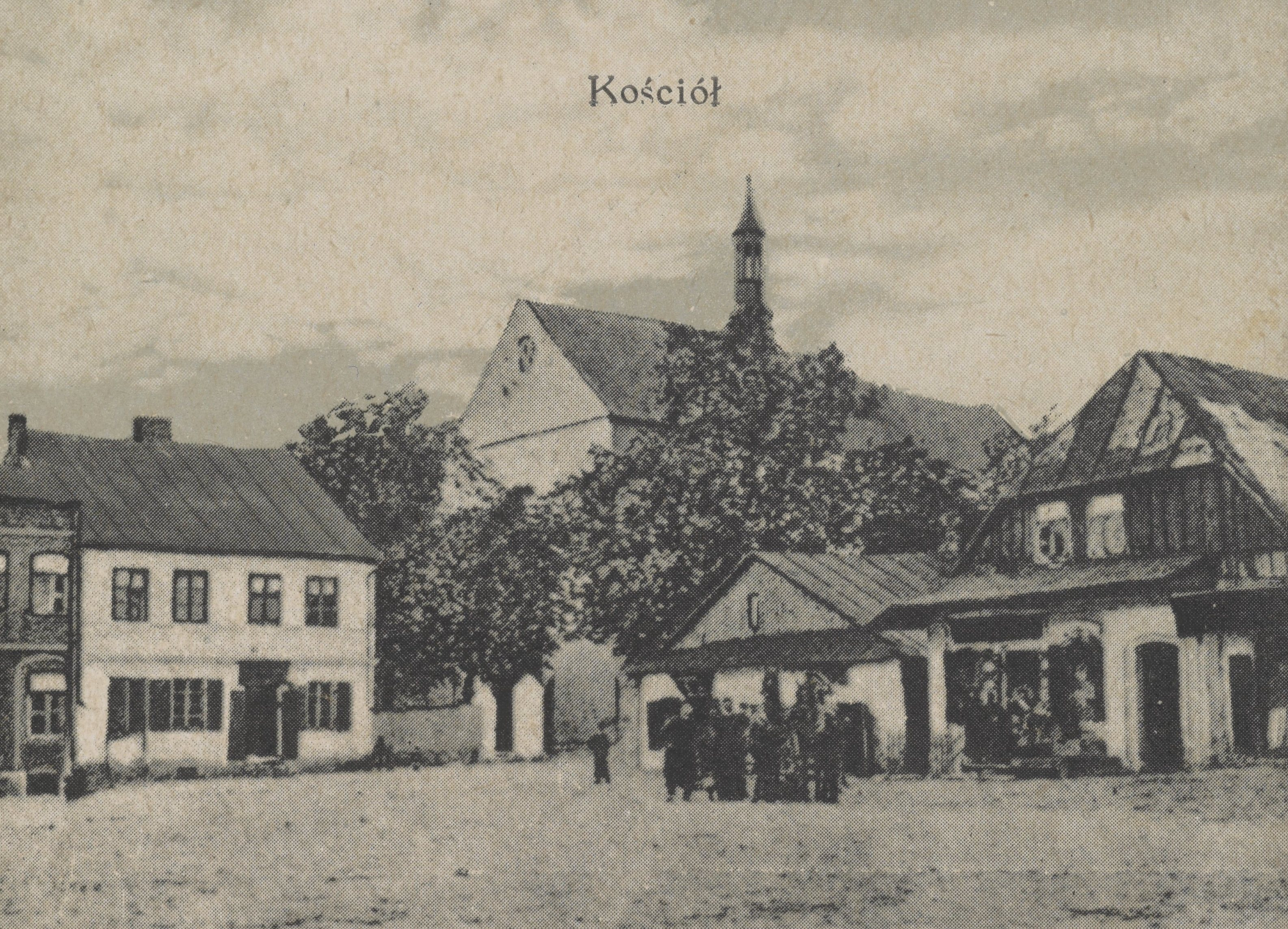
Kościół na pocztówce sprzed 1939
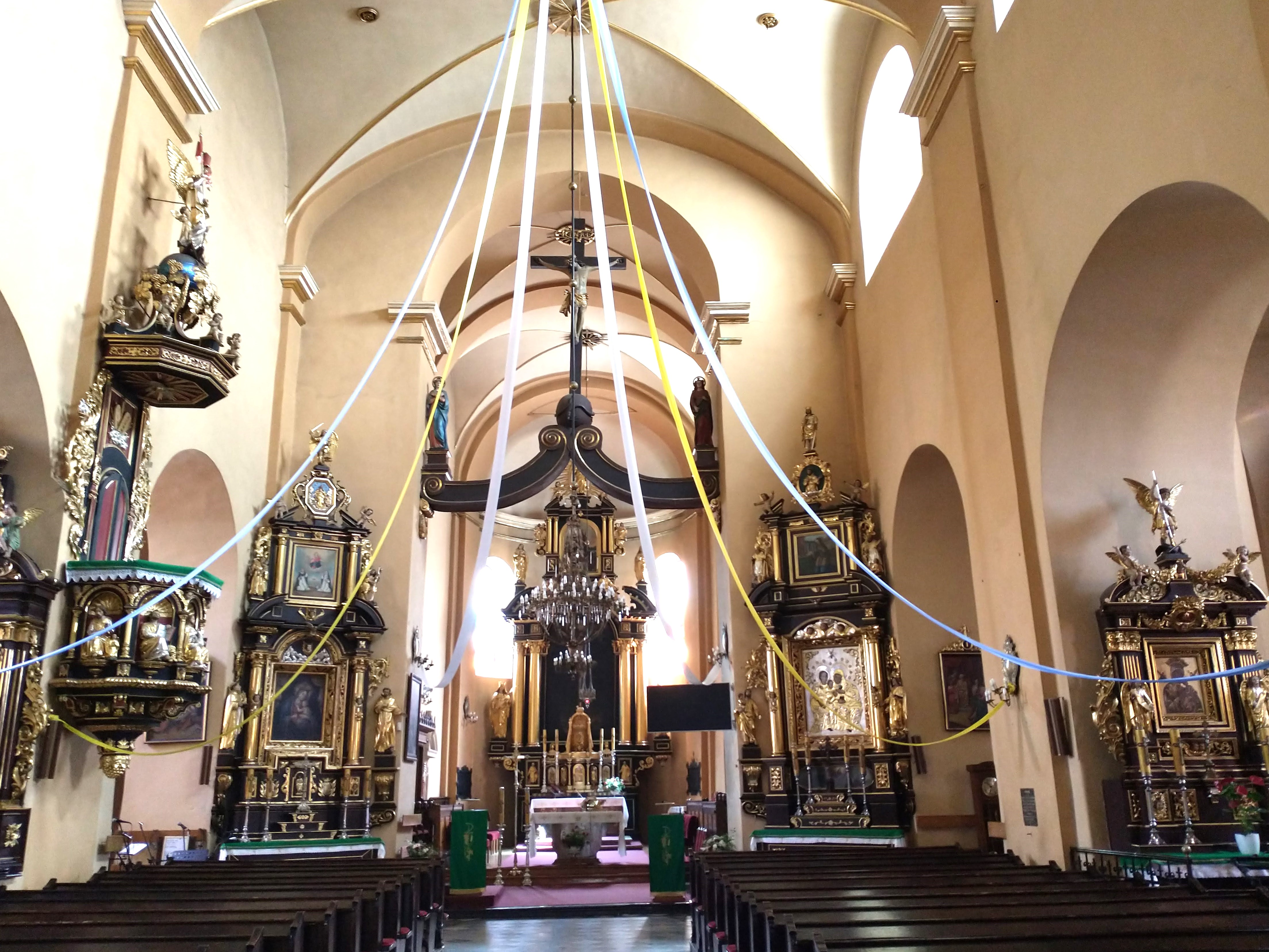
Wnętrze